# Željko Poljak
Željko Poljak, né le 29 avril 1959, à Crikvenica, en République socialiste de Croatie, est un ancien joueur et entraîneur yougoslave, puis croate de basket-ball. Il évolue durant sa carrière au poste d'ailier fort.

## Palmarès
- Finaliste du championnat d'Europe 1981